# Dingboche
Dingboche – nepalska osada w regionie Khumbu, położona w dolinie Chukhung na wysokości około 4530 m n.p.m. Dingboche jest często odwiedzana przez turystów i himalaistów zdobywających Mount Everest, Ama Dablam lub Imja Tse. Grupy wspinaczkowe zazwyczaj zatrzymują się tu na dwa dni w celach aklimatyzacyjnych. Mieszkańcy utrzymują się głównie z odwiedzających – teren wioski to w większości pola namiotowe. Rzeka Imja przepływa przez wschodnią część osady.

Dingboche
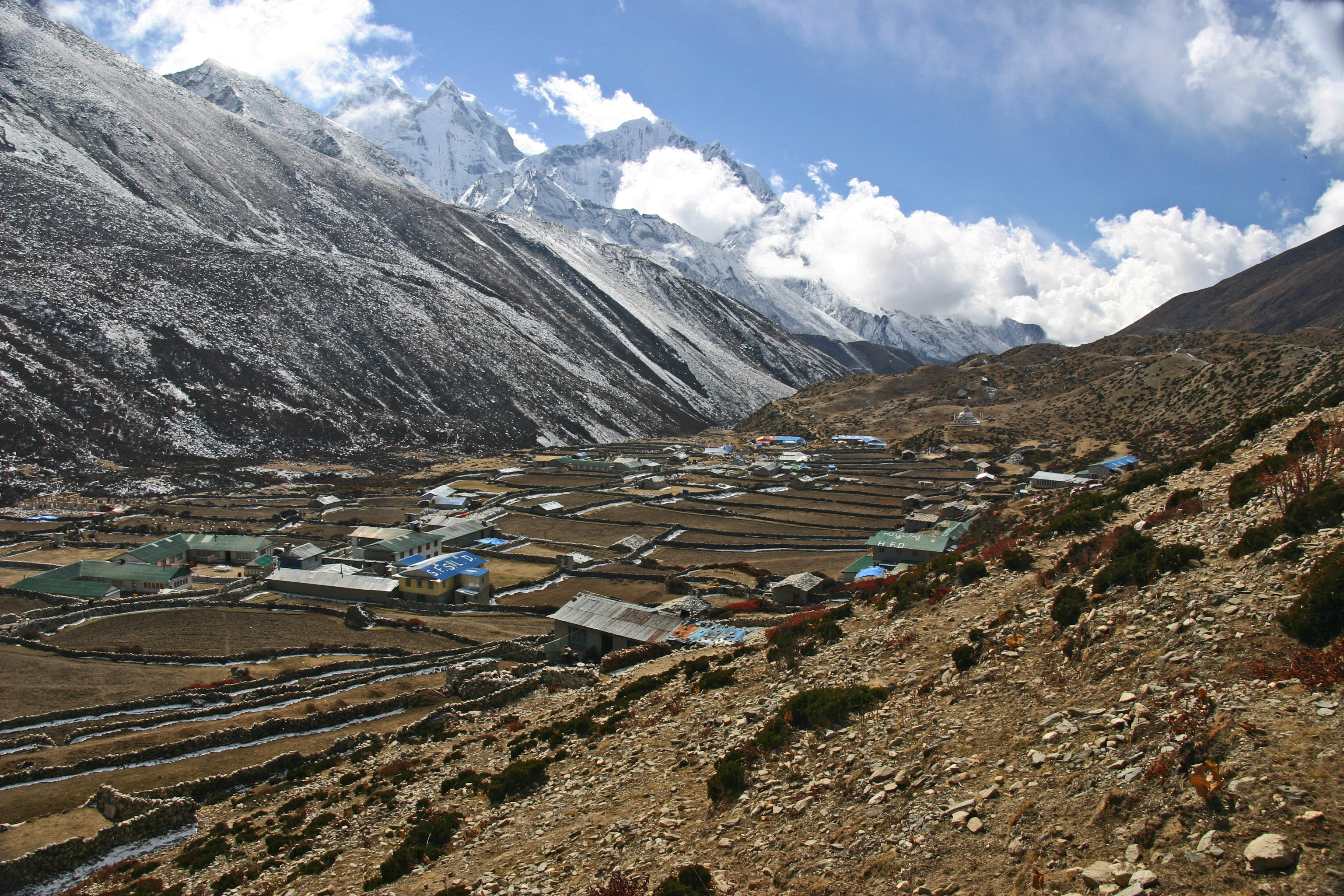
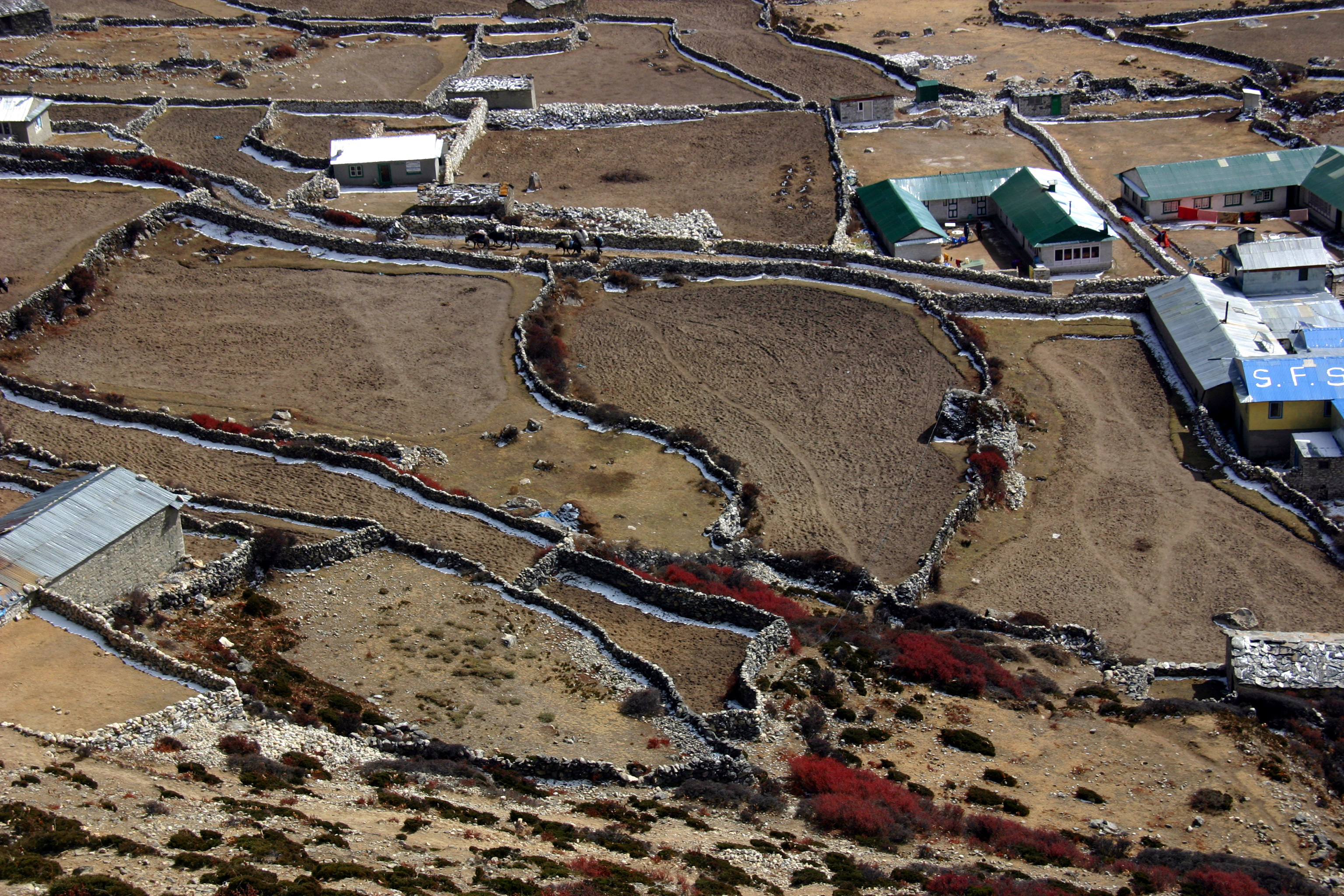
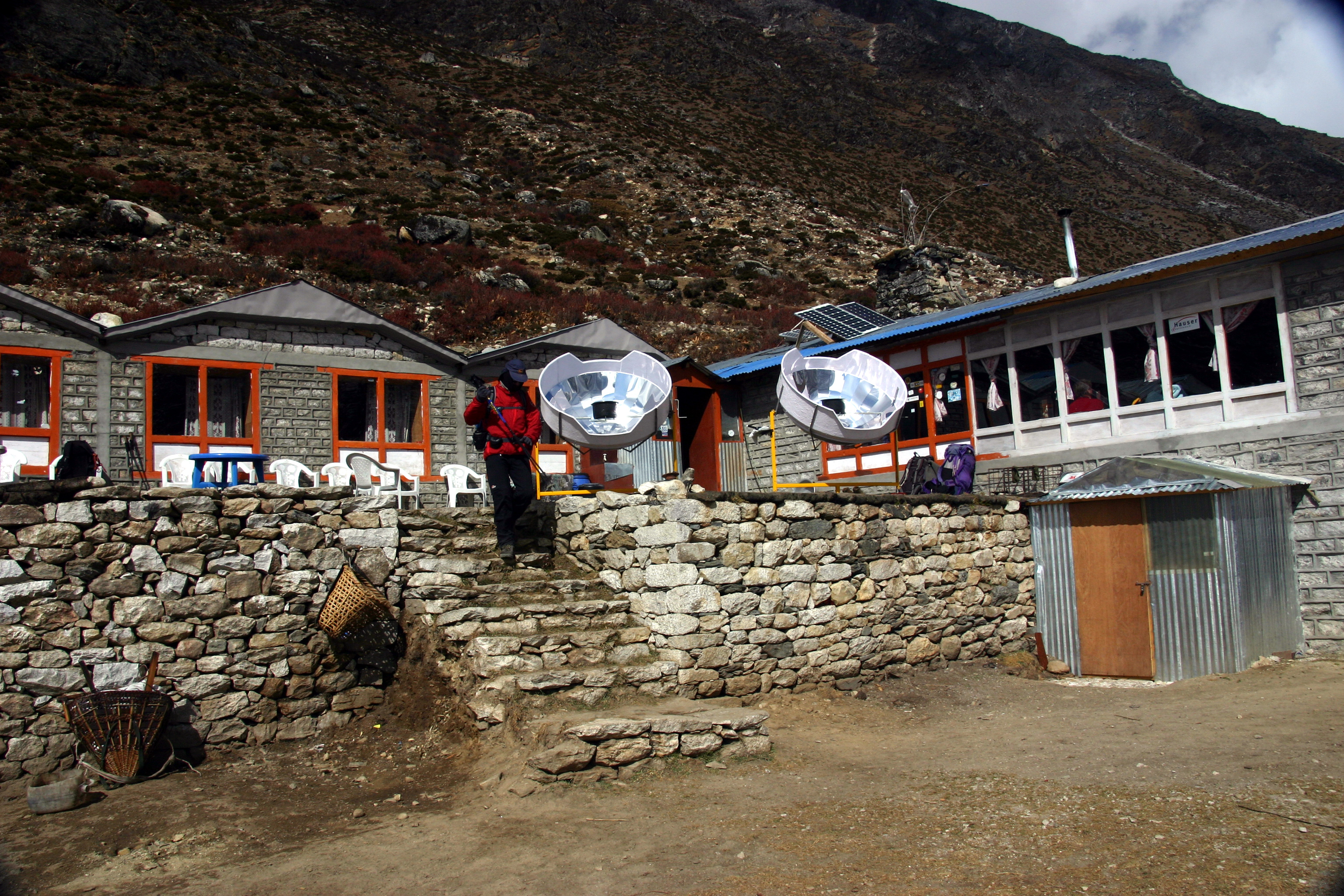
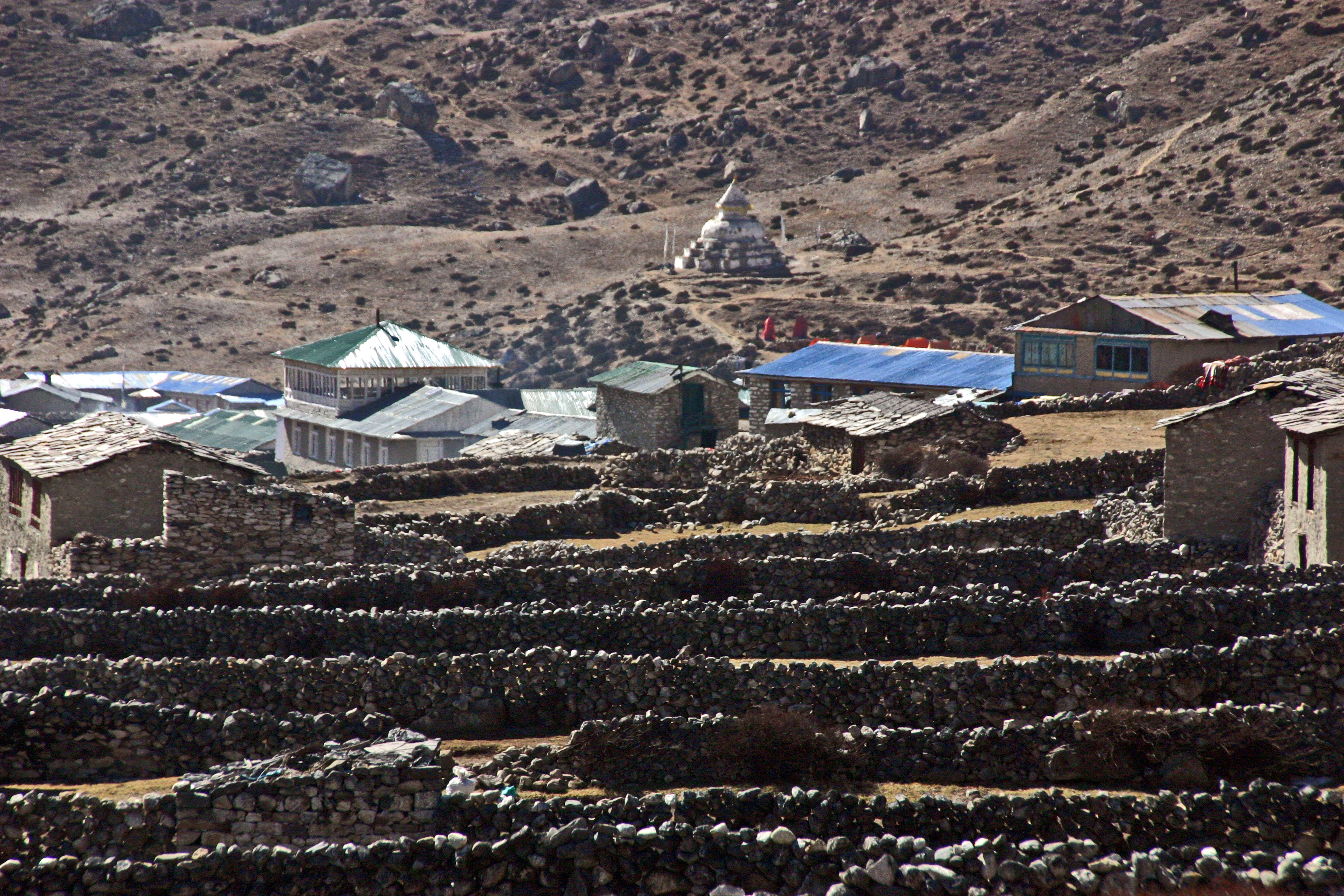
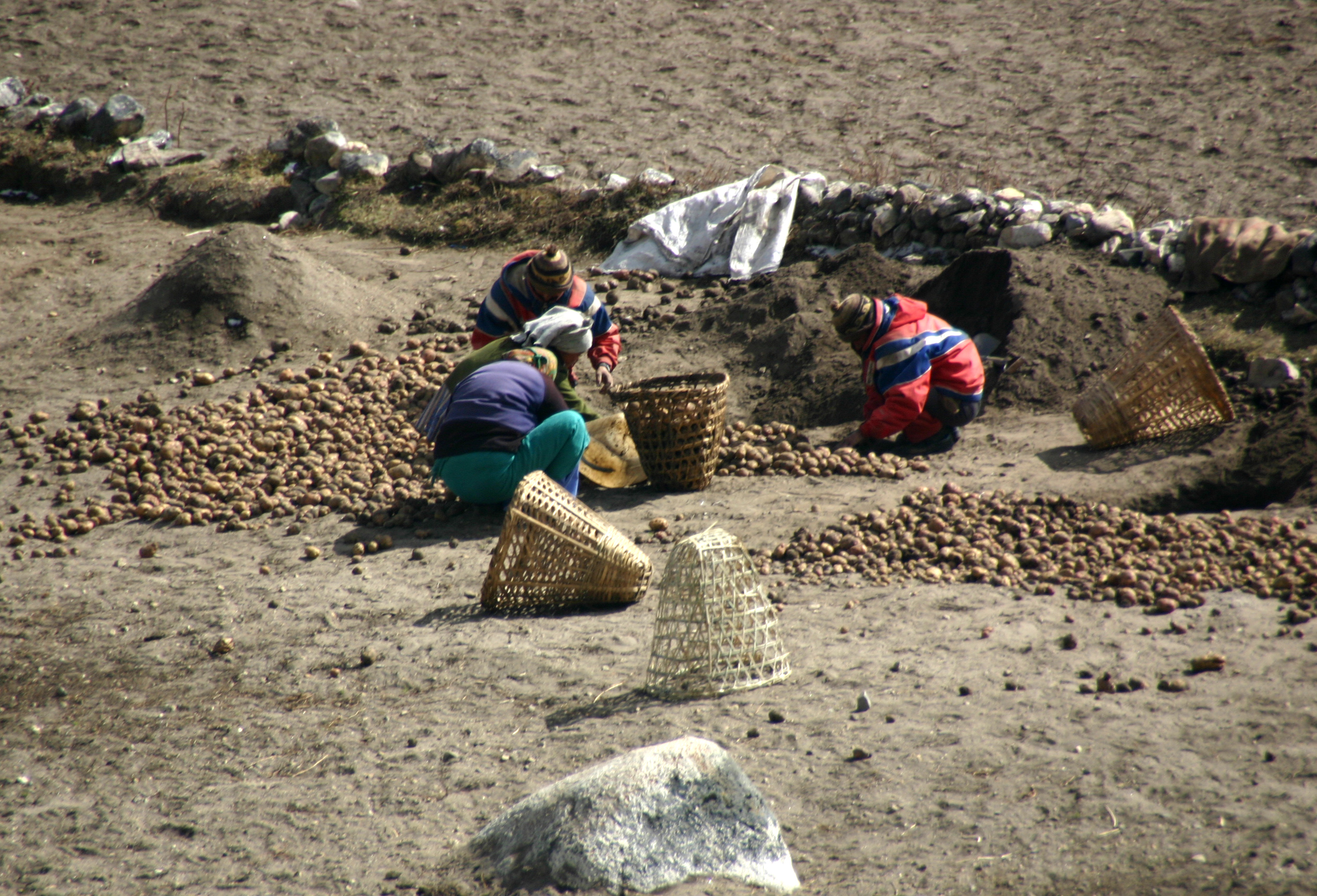
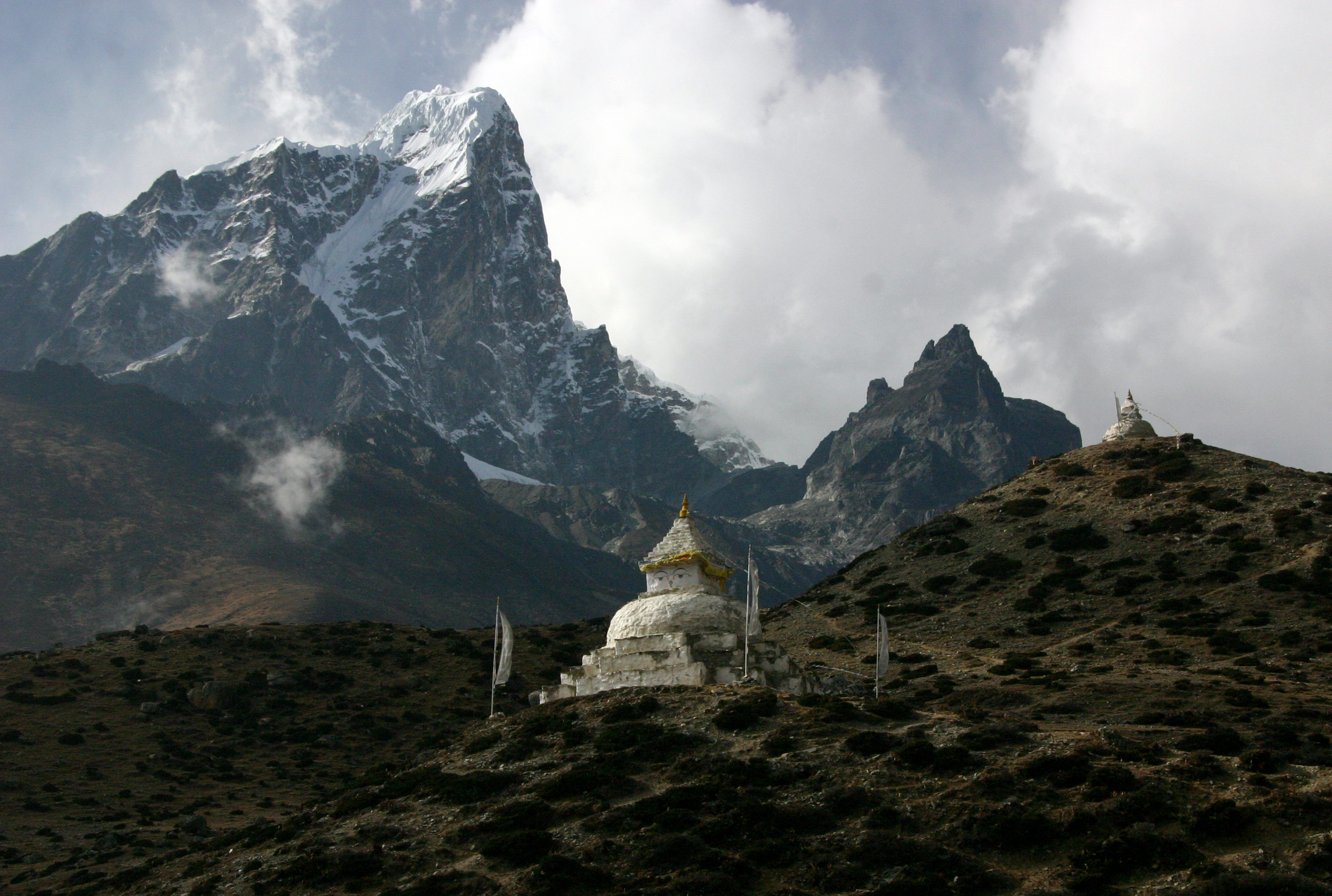